# Экхардт, Фердинанд (младший)
Фердинанд Экхардт младший (нем. Ferdinand Eckhardt; 28 апреля 1902 Вена — 25 декабря 1995, Виннипег) — австрийско-канадский искусствовед. Сын Фердинанда Экхардта старшего.

## Биография
Окончил Венский университет как историк искусства. Автор монографий «„Утрехтская псалтирь“ и развитие иллюстраций к Псалтири» (нем. Der Utrechter Psalter und die Entwicklung der Psalterillustration; 1927) и «Графика Вальтера Граматте» (нем. Das graphische Werk von Walter Gramatté; 1932); в ходе работы над второй сблизился с вдовой Граматте композитором Соней Фридман и в 1934 г. женился на ней. 
Как утверждается, писал материалы для нацистских изданий. В 1942 г. был мобилизован в армию Третьего рейха. 
После окончания Второй мировой войны занимался восстановлением системы художественного образования в Австрии, выпустил книгу «Мы и искусство: Пути, проблемы, решения» (нем. Wir und die Kunst: Wege, Probleme, Lösungen; 1947). 
В 1953 г. переехал в Канаду и возглавил Виннипегскую художественную галерею, руководителем которой оставался до выхода на пенсию в 1974 г. За это время подготовил и провёл около 400 выставок, написал тексты для каталогов, посвящённые творчеству Густава Климта, Жака Липшица, Эдварда Мунка, Эриха Хеккеля, Александра Архипенко и др. Последние годы жизни посвятил памяти своей жены: написал её биографию «Музыка изнутри» (англ. Music from Within; 1985), организовал Фонд Экхардт-Граматте и др.